# Локалитет Сигет Анка
Локалитет Сигет Анка је моћно телечко насеље са настањивањем од раног бронзаног доба, до пуног средњег века. Археолошко налазиште као непокретно културно добро, налази се у атару села Рабе, на територији општине Нови Кнежевац.
За очекивати је постојање старијих хоризоната, јер мања ископавања из 1890. године којим је руководио Рајзнер (две сонде 2x3) откривени су делови бронзанодопских кућа, као и седам гробова које је сврстао у паганске гробове 10. века. 

## Значај налазишта
По значају, ово налазиште можемо упоредити, односно сврстати у ранг једне Гомолаве код Хртковаца, или Феудвара код Мошорина. Као такав локалитет представља значајну спону свим културама које су долазиле са истока Моришким пролазом кроз Карпате, а као спона културама које су се шириле правцем север-југ дуж реке Тисе. Тако је овај локалитет од значаја за тумачење настанка, развоја и веза између Ватинске и Моришке културе, Горјенске, Ваће 3, Отомени, Физешабоњи, Трансданубијске инкрустоване, Витемберг и других култура Карпатско-панонског басена у периоду раног, средњег и позног бронзаног доба.
О степену угрожености налазишта, пре свега орањем, најбоље говори картографски приказ из 1891. године. Конфигурација терена, најстаријег дела налазишта је данас, у односу на ту годину битно измењена. На површини се поред уломака керамике, местимично уочавају читаве основе кућа. Уништењем овог локалитета, односно његовим незаштићивањем, неповртано се губи најзначајније налазиште бронзанодобског периода на северу наше земље, а самим тим и могућност историјске реконструкције и повезивања – југословенског археолошког простора са средњоевропским.